# Tal Shaked
Pour les articles homonymes, voir Shaked.
Tal Shaked est un grand maître américain du jeu d'échecs né le 5 février 1978 à Albuquerque.
Shaked a remporté de nombreux tournois dans sa jeunesse : le championnat américain cadet, l'open junior et l'open national. En 1997, il remporte le titre de champion du monde junior, terminant invaincu (6 victoires et 7 parties nulles). John Watson a participé à son entraînement.
Shaked a abandonné les échecs de compétition, bien qu'il reste un joueur de blitz actif sur Internet. La dernière compétition à laquelle il a participé est le Championnat du monde 1999. Il travaille actuellement pour Google.

## Source
- (en) « Where Have You Gone, Rachels, Shaked & Rao? », Chess Life, septembre 2008. En ligne